# Leo Pinto
Leo Hillary Knowles Pinto (Nairobi, 11 aprile 1914 – Mumbai, 10 agosto 2010) è stato un hockeista su prato indiano.
Ha partecipato all'edizione di Londra 1948 dei giochi olimpici conquistando la medaglia d'oro con la nazionale di hockey su prato dell'India.

## Palmarès
Olimpiadi
- 1 medaglia:
  - 1 oro (Londra 1948)